# Сасо (Анкона)
Сасо (итал. Sasso) насеље је у Италији у округу Анкона, региону Марке.
Према процени из 2011. у насељу је живело 52 становника. Насеље се налази на надморској висини од 344 м.